# Sikosaari (ö i Norra Karelen, Mellersta Karelen, lat 62,37, long 29,97)
Sikosaari är en ö i Finland. Den ligger i sjön Pieni-Onkamo och i kommunen Tohmajärvi i den ekonomiska regionen  Mellersta Karelens ekonomiska region  och landskapet Norra Karelen, i den sydöstra delen av landet, 400 km nordost om huvudstaden Helsingfors. Öns area är 0,7 hektar och dess största längd är 130 meter i nord-sydlig riktning.